# Sphaenorhynchus canga
Espèce
Sphaenorhynchus canga est une espèce d'amphibiens de la famille des Hylidae.

## Répartition
Cette espèce est endémique du Minas Gerais au Brésil. Elle se rencontre à Mariana dans la Serra do Espinhaço.

## Publication originale
- Araujo-Vieira, Lacerda, Pezzuti, Leite, Assis & Cruz, 2015 : A new species of Hatchet-faced Treefrog Sphaenorhynchus Tschudi (Anura: Hylidae) from Quadrilátero Ferrífero, Minas Gerais, southeastern Brazil. Zootaxa, no 4059(1), p. 96–114.